# 62 Leonis
62 Leonis (p³ Leonis) é uma estrela na direção da Leo. Possui uma ascensão reta de 11h 03m 36.63s e uma declinação de −00° 00′ 03.0″. Sua magnitude aparente é igual a 5.95. Considerando sua distância de 557 anos-luz em relação à Terra, sua magnitude absoluta é igual a −0.21. Pertence à classe espectral K3III.